# Kloster Santa María la Real de Irache

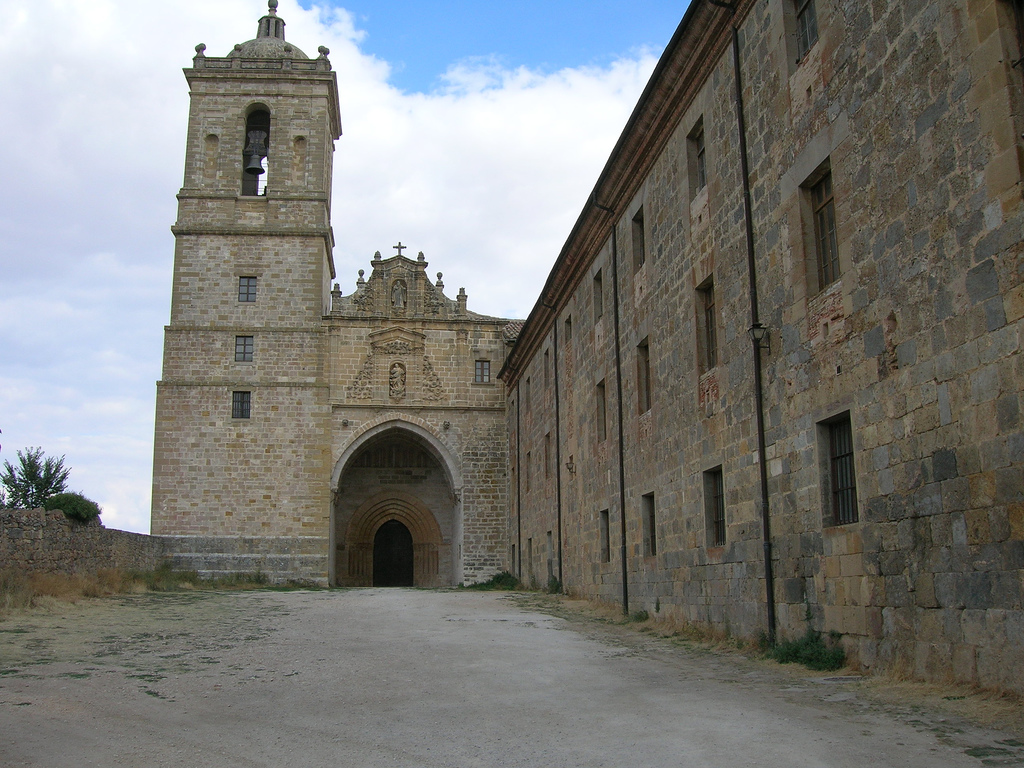
Kirche des Klosters Santa María la Real de Irache

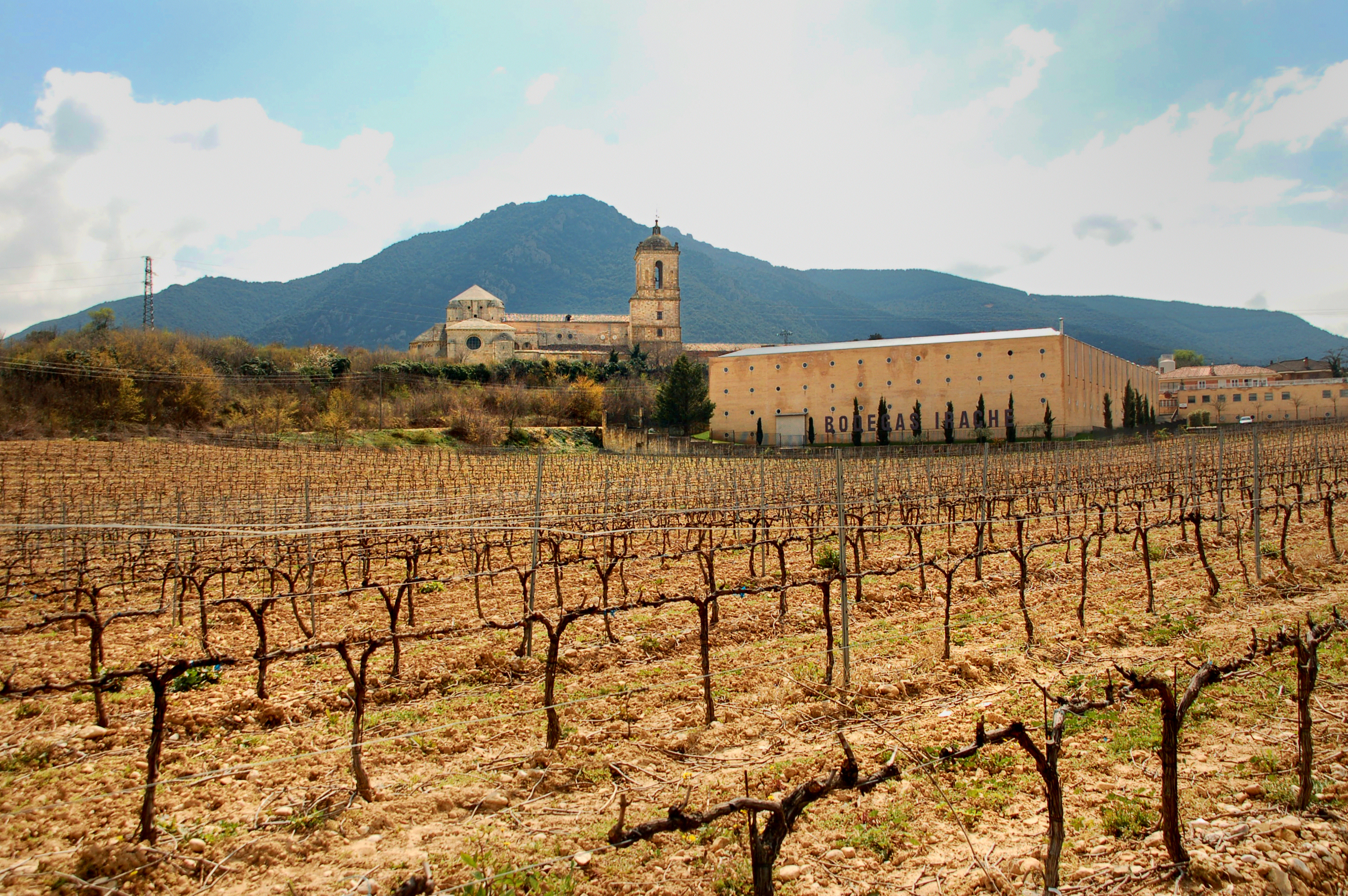
Bodegas de Irache und Kloster

Das Kloster Santa María la Real de Irache (spanisch Monasterio de Santa María la Real de Irache), Kurzform Kloster Irache, ist ein ehemaliges Benediktinerkloster nahe der Kleinstadt Estella in der nordspanischen Provinz Navarra. Es liegt am Camino Francés des Jakobsweges und war im Mittelalter eine wichtige Pilgerherberge.

## Geschichte
Das Kloster Irache dürfte zu den ältesten Navarras gehören und war wohl ursprünglich ein westgotisches Zönobium. Nach der Rückeroberung des Gebietes im Jahr 914 durch Sancho I. Garcés, König von Navarra, wurde es von Cluniazensern zum geistigen und geistlichen Bollwerk der Reconquista geformt.
958 wurde Irache erstmals urkundlich als Abtei der Benediktiner erwähnt.
1054 – also vor der Gründung Estellas und selbst vor Einrichtung der Herberge von Roncesvalles – wurde hier auf Anordnung García III. Ramirez von Nájera ein Pilgerhospiz eingerichtet. Das Kloster spielte eine wichtige Rolle für die zahlreich einkehrenden Pilger, die wiederum eine wichtige Grundlage für das Aufblühen und das wirtschaftliche Wohlergehen der Abtei bildeten.
In diese Zeit fiel auch die Amtszeit des bekanntesten Abtes von Irache: der später heiliggesprochene und zum Patron des Klosters erhobene San Veremundo aus dem nahegelegenen Villatuerta. Er führte das Kloster von 1056 bis 1093, das in dieser Zeit seinen größten Glanz erreichte und mit seiner Pilgerherberge zum unverzichtbaren Etappenziel aller Jakobspilger wurde. Die Bedeutung des Klosters in seiner Zeit ist denn auch vor dem Hintergrund der territorialen Erweiterung des navarrischen Königreichs und der Lage an einem Hauptverkehrsweg zur Zeit der aufblühenden Jakobswallfahrt zu betrachten.
Ab dem 14. Jahrhundert setzte ein allmählicher Niedergang ein, der 1522 durch den Anschluss an das Benediktiner-Kloster von Valladolid aufgehalten wurde. Von 1534 bis 1824 gab es hier eine Universität, die die Aufgabe hatte, die unbefleckte Empfängnis Mariä zu verteidigen. Mit der Schließung des Klosters wurde sie nach Sahagún verlegt.
Zurzeit wird in einem Teil der früheren Klostergebäude das navarrische Volkskunde-Museum Museo Etnológico de Navarra „Julio Caro Baroja“ eingerichtet. Darüber hinaus sollen andere Teilbereiche zu einem Parador-Hotel umgewandelt werden.

## Klosterkirche
Die romanische Kirche aus dem 12./13. Jahrhundert ist als basilikales Langhaus in Form eines lateinischen Kreuzes angelegt: Drei Schiffe enden jeweils in einer Apsis, über der Vierung mit dem Querschiff wölbt sich eine weite Kuppel, die Gewölbe aus schweren Bandrippen werden von kreuzförmigen Pfeilerbündeln getragen. Der 1609 anstelle romanischer Zwillingstürme errichtete Kirchturm ist in der Gestaltung an den Herrera-Stil angelehnt. Die versilberte Statue der Santa Maria la Réal aus dem 12. Jahrhundert und das platereske Reliquiar des San Veremundo sind heute in Estella zu finden. Sie wurden mit der Säkularisation in die dortige Iglesia del Castillo verbracht.

## Kreuzgang
Der Kreuzgang wurde zwischen 1540 und 1586 nach den Plänen von Martín de Oyarzábal im Platereskenstil errichtet, das Obergeschoss 1589 im manieristischen Stil von Juan Sarobe. Er ist eines der besten Beispiele seiner Art und mit dem Kreuzgang des ehemaligen Klosters San Zoilo in Carrión de los Condes vergleichbar. Die Skulpturen referieren szenenartig religiöse und mythologische Themen (unter anderem: Kindheit und Passion Christi, das Leben des heiligen Benedikt von Nursia, Prometheus mit dem Adler, Herkules mit der Hydra); die Medaillons der Deckengewölbe zeigen Heilige und Mönche.
Aus der ersten Bauphase stammt die Especiosa genannte Tür von Juan de Aguirre von 1547, die die Kirche mit dem Kreuzgang verbindet. Sie ist beidseitig mit Skulpturen geschmückt; zu sehen sind: Peter und Paul, Mariä Himmelfahrt und Krönung, die Ordensheiligen Benedikt und Bernhard.
Im 17. Jahrhundert wurde im strengen Stil des spanischen Frühbarock ein weiteres Gebäude mit Kreuzgang für die Universität errichtet.

## Weinbrunnen

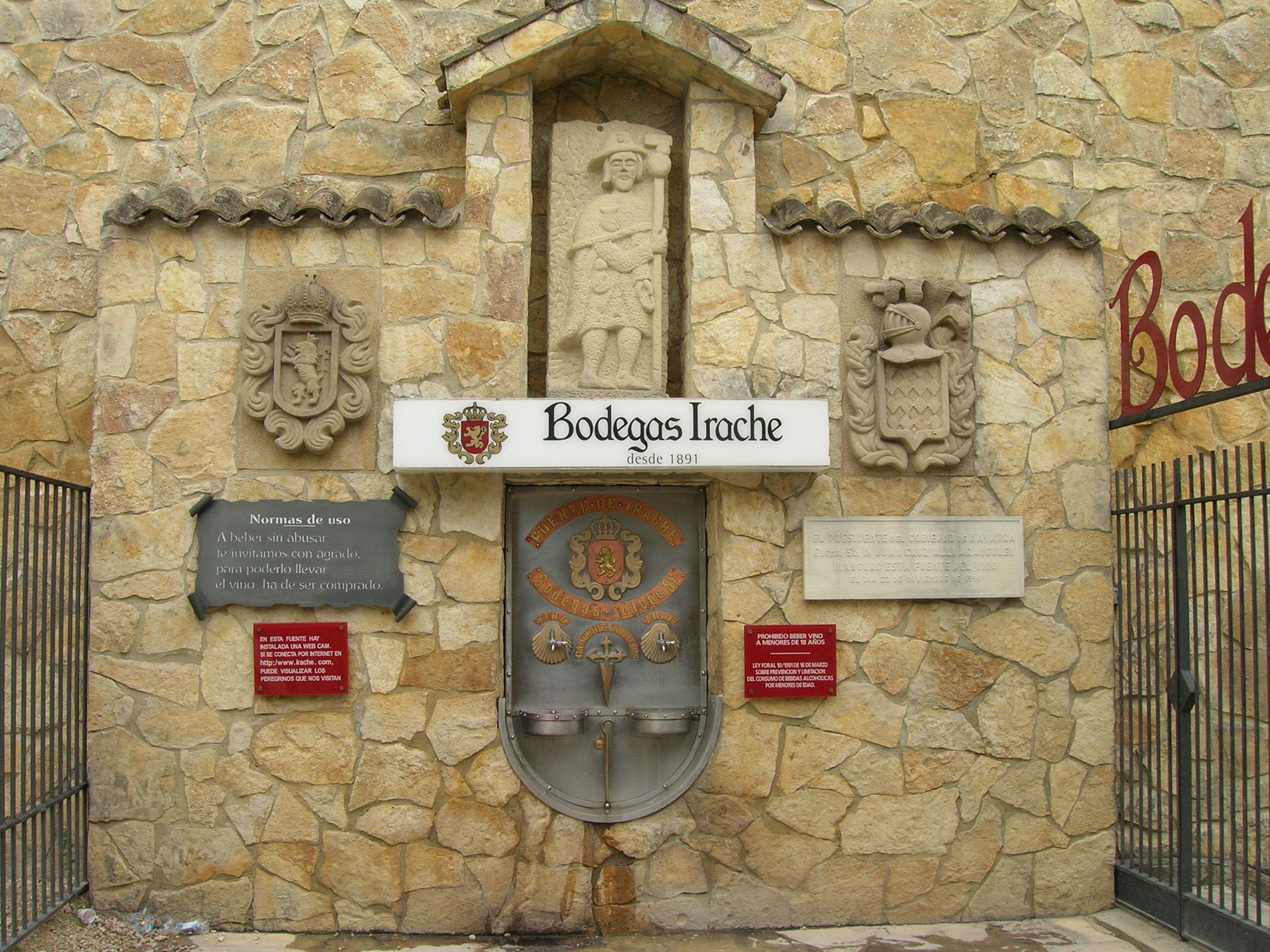
Weinbrunnen von Irache

Direkt neben den Klostergebäuden befindet sich die Weinkellerei Bodegas Irache. Das ehemalige Klosterweingut hat mit Verweis auf die Tradition benediktinischer Gastfreundschaft, die es fortführen will, an diesem Ort eine „Fuente del Vino“, einen „Weinbrunnen“ installiert. Er ist auch unter dem Namen „Fuente de Irache“ bekannt und wird in deutschsprachigen Veröffentlichungen teilweise auch als „Weinquelle“ bezeichnet. Bei dem „Weinbrunnen“ handelt sich um zwei über einem Becken angebrachte Hähne – ein Wasserhahn, einer für Rotwein –, an denen sich besonders die traditionellen Pilger zu Fuß, Pferd oder Fahrrad kostenlos mit Trinkwasser oder einem Schluck Wein aus Irache stärken und erfrischen können sollen.
Die Weinkellerei stellt für diesen Zweck täglich 70 Liter Rotwein zur Verfügung und bittet um moderaten Genuss; dennoch gehen an Sommertagen und am Wochenende nachmittags viele Pilger leer aus. Das Unternehmen Bodegas Irache wurde nicht zuletzt durch ihren „Weinbrunnen“ bekannt, der jenseits der freundlichen Geste wohl eines der wirksamsten Marketinginstrumente entlang des spanischen Jakobsweges darstellt.